# Kronológia
A kronológia (latin chronologia, az ógörög χρόνος = idő és λογία = tan összetétele) az időszámítással, annak történetével, sajátosságaival és felhasználásával foglalkozó történeti segédtudomány. A kronológia az események időbeli viszonylatait állapítja meg, ezért az egyik legfontosabb a segédtudományok között, hiszen az események időbeliségének ismerete elengedhetetlen a történelemben.
A kronológia legfontosabb vizsgálati területe a különböző típusú naptárak összehasonlítása, egymás közti viszonyuk feltárása mellett az átszámítások lehetővé tétele. A történetileg kialakuló különböző datálási rendszerek egymáshoz rendelése segíti a történettudományt abban, hogy az eseménytörténeti vázat felállítsa, a népek és kultúrák egymásutániságát – és ezzel lehetséges kapcsolatait, egymásra hatásuk irányait – megállapítsa.
A kronológia, mint önálló tudomány fontosságára sokan a 19. század végétől, Magyarországon többek közt 1909-ben Mahler Ede hívta fel a figyelmet.
A kronológia nemcsak a történelemben, de minden időbeli folyamatot vizsgáló tudományban, így például a geológiában is jelentőséget kap. Itt a kronológia egy résztudománya, a periodizáció alkalmazandó, amivel a jelenségek, folyamatok időbeli sorrendjét és szakaszolását lehet áttekinthető formába önteni.

## A kronológiai alapfogalmak
Az idő alap-mértékegységeinek meghatározása többnyire csillagászati megfigyelésekhez kötődött. A korai, idővel kapcsolatos megfigyelések a társadalmakban fontos helyet foglaltak el. Az ókori Egyiptomban a Nílus áradásának előrejelzése létfontosságú. Minden élelemtermeléssel foglalkozó kultúra – legyen az állattenyésztő vagy földművelő – számon tartotta az idő múlását. Ennek módja azonban földrajzi régiónként, kultúránként és időben is nagyban változó.
Három csillagászati jelenség adja a mértékegységek alapjait, amelyből négy alapvető időegységet képeztek.
- Szoláris év: a Föld Nap körüli keringésének ideje. A szoláris év hossza 365 nap, 5 óra, 48 perc és 46 másodperc.
- Holdév: 12 holdhónap. A holdév hossza 354 nap, 8 óra, 48 perc, 36 másodperc.
- Holdhónap: a Hold Föld körüli keringésének ideje. Jele: a hold alakjának változása. A holdhónap hossza 29 nap, 12 óra, 44 perc és 3 másodperc.
- Nap: a Föld saját tengelye körüli forgása, a legalapvetőbb és legtriviálisabb időintervallum. Ennek ellenére mégis kétféle van belőle, a csillagnap és a Nap-nap, vagy valódi nap. A csillagnap a tavaszpont két egymást követő delelése, az utóbbi a Nap két egymást követő delelése között telik el. A szoláris nap valamivel rövidebb a valódi napnál a Föld mozgása következtében.
- évszakok: az évszakok levezetett és önkényes jelölések, ezért a kronológia nem számítja időmérési fogalmai közé. Az ókori Egyiptomban például három évszakot különböztettek meg, bizonyos éghajlati öveken csak két évszak figyelhető meg, néhol három (monszunterületeken), amelyek ráadásul nem is egyenlő hosszúságúak. A négy évszakos rendszer csak a mérsékelt égövön létezik.

Az alap-időegységek a természeti jelenségekből adódnak, ezért a legkorábbi naptárral rendelkező népek is ezeket használták. Az egységek kezdete változó. Az év tetszőlegesen kezdődhet bármely napon. A holdhónapok a holdfázisok bármely szakaszában kezdődhetnek. A nap kezdete egyes civilizációkban a napkelte, másoknál a napnyugta.
A mai egység-kezdetek teljesen önkényes megegyezésen alapulnak: az év január elsejei kezdete csak a középkor folyamán lett általános, a napok éjféltől éjfélig mérése pedig már újkori termék. A mai Európában használt hónapok már nem azonosak a holdhónappal, hanem a napév önkényesen 12 részre osztott szeletei. Mivel egy holdév (12 holdhónap) csak 354 nap, a holdév és a napév viszonylata: 100 holdév = 97 napévvel. A holdévet használó népeknél 100 év telik el addig, amíg a napéven alapuló naptárban csak 97. Mivel a holdnaptár alapformájában kevéssé követi az évszakok változását, földművelő népességnél ritkán találkozunk vele. Ebbe természetesen nem számítandók bele a naptár rögzülése után életmódot váltó közösségek. Ilyen például a zsidó nép, amely vándorlásait befejezvén és letelepedett, földművelő életmódra térvén sem hagyta el a holdhónapok számítását, de itt is látható a szoláris év, vagyis az évszakokat állandó módon követő naptár követelményének beszűrődése: a problémát szökőhónappal oldják meg, így az eredeti holdnaptár és a földműveléshez elengedhetetlen szoláris naptár összhangba kerülhetett.
A kezdet esetleges meghatározása miatt az év mai meghatározása:
- Tropikus év: azon idő, mely alatt a Nap delelési pontja egy adott földrajzi helyen kétszer egymás után az égbolt ugyanazon helyére tér vissza.

### Hónapok
A holdév-naptárak mindig 12 hónapból álltak, míg a szoláris naptárak nem mindig tartalmaznak hónapokat, vagy más számosságút. Így például az aztékoknál 18, az ókori rómaiban eredetileg 10 hónap volt. Rómában más – ma már különösnek tekinthető – szokás is volt a tárgyban, hiszen a hónapok nem adott, előre kiszámított időben kezdődtek, hanem a papok hirdették meg az új hónap kezdetét, miután a holdsarló megjelenését észlelték. Ez a hónapkezdő nap volt a calenda (calare = kikiáltani), amelyből a ma széleskörűen használt kalendárium szó ered.
A mezopotámiai típusú, tizenkét hónapra osztott évben (bővebben lásd alább) a holdhónapok és a napév eltérő időtartama mindig gondot okozott a naptárkészítésben. Abban az időben, amikor már hangsúlyt helyeztek arra is, hogy az évkezdet a Nap állása szerint is minden évben ugyanarra a napra essen, szökőnapokkal oldották meg. Először minden hónapba szökőnapokat iktattak be, így alakult ki a 30–31 napos hónap. Ezzel viszont a holdfázisoktól szakadt el a naptár. Az i. e. 8. század közepétől 19 éves ciklusokat kezdtek használni, mivel 235 holdhónap két órányi különbséggel azonos 19 napévvel. A kháldeus naptár ezért 19 évenként hét szökőhónapot iktatott be. Ezeknek a helye azonban nem volt szabott, csak i. e. 539 és i. e. 503 között valamikor az Óperzsa Birodalomban vezették be a rendszerességet, ettől kezdve a 3., 6., 8,. 11., 14., 17. és 19. évben volt mindig a szökőhónap. Ezek közül a 17. év egy extra ulûlu, a többi év egy-egy extra addaru hónappal egészült ki. Ebben a rendszerben a nisannu (újév) sosem került túl messzire a tavaszponttól. Később ezt a rendszert nevezték Metón-ciklusnak, mivel Metón megpróbálta a görögöknél is bevezetni. Ehhez nagyon hasonlót használnak a mai napig a zsidó naptárban.
A zsidó naptár különös keveréke a szoláris és holdnaptárnak, amelynek következtében szökőhónap beiktatására kerül sor. Amikor a holdnaptár már kerek egy holdhónappal késik, akkor a következő évben 13 hónap van.
- Zsidó hónapnevek: tisri, hesván, kiszlév, tévét, svát, ádár, niszán, ijár (ijjár), sziván, tammuz, áv, elul. A szökőhónap az ádár után következő ádár séní, ekkor az ádár neve is ádár rison alakúra módosul.

Az i. e. 4. században megváltoztatták a Metón-ciklust, és 76 éves periódusokra tértek át, i. e. 331-ben már ezt használták. III. Alexandrosz makedón király elrendelte a babiloni naptári feljegyzések lefordítását, és Kallipposz számításai alapján új naptárt vezettek be görögföldön is.
- Római hónapnevek:
  - 1. martius - Mars isten után.
  - 2. aprius - Apru etruszk istennő nevéből, amely később Venus alakjával olvadt egybe.
  - 3. maius - Két elképzelés szerint vagy az idősek (maiores), vagy Maia istennő tiszteletére.
  - 4. iunius - Vagy az ifjak (iuniores), vagy Iuno istennő tiszteletére.
  - 5. quintilis
  - 6. sextilis
  - 7. september
  - 8. october
  - 9. november
  - 10. december.

Numa Pompilius (a hagyomány szerint) két újabb hónappal egészítette ki, az év elejére ianuarius került, a kétarcú Ianus tiszteletére, az év végére pedig februarius, amely az engesztelő ünnepek februa nevéből nyerte megnevezését. A február hónapot a decemvirek idején helyezték át január utánra, i. e. 45-ben a quintilis hónapot Caius Iulius Caesar után iuliusra, i. e. 8-ban a sextilis hónapot Octavianus után augustusnak nevezték át.
A hónapot a hét napos ciklusokon kívül négyes felosztásban is kezelték, amelyek megfeleltek a holdfázisoknak. Az ókori Rómában a hónap főnapjait megelőző napokat calendae, nona, idus és pridie névvel látták el, és ezekhez képest adták meg a napokat datálásnál.
Magyar hónapnevek:
- - Boldogasszony hava – január
  - böjtelő hava – február
  - böjtmás hava – március
  - Szent György hava – április
  - pünkösd hava – május
  - Szent Iván hava – június
  - Szent Jakab hava – július
  - kisasszony hava – augusztus
  - Szent Mihály hava – szeptember
  - mindszent hava – október
  - Szent András hava – november
  - karácsony hava – december.

Ezek a hónapnevek természetesen a kereszténység felvétele utániak, nem a honfoglalás előtti, eredeti magyar hónapnevek. Ez alól talán csak a Boldogasszony hava kivétel, amely valószínűleg nem Szűz Máriára, hanem a honfoglalás kori magyarság által tisztelt istennőre utal.

### Napok
A napok megnevezése is fontos a kronológia szempontjából, mivel a középkori datálások sokszor csak a legközelebbi szent ünnepéhez viszonyítva adják meg az időpontot. (Például Szent György utáni kedden, vagy egy tipikus datálás: „Kelt Budán, a Szentháromság ünnepét közvetlenül megelőző pénteken az Urnak ezernégyszáz harminczkilenczedik évében.”)
A napokat a holdciklusokkal számoló mezopotámiai kronológiák rendezték 7-es ciklusokba, ami a 29 napos holdhónap egyik lehetséges felosztása volt. Az sem kizárt, hogy a holdfázisok (új-, növekvő fél-, teli- és fogyó félhold) hozzávetőleges hosszát vették alapul. Már a Gilgames-eposz is tartalmaz hétnapos ciklusra utaló megfogalmazásokat. A zsidók az Egyiptomból való kivándorlást (Exodus) követően tértek át az ott megszokott dekádperiódusról a hét napos rendszerre, amit a Szentírás szerzői a Teremtés könyvébe építve a dogmák szintjére emeltek. A hétnapos ciklus a Julián-naptár hatására rögzült Európában. A napok nevei:
| Magyar    | Ókori latin (Róma) | Jelentése        | Középkori latin (Európa)    | Jelentése             | Zsidó                  | Jelentése                   |
| --------- | ------------------ | ---------------- | --------------------------- | --------------------- | ---------------------- | --------------------------- |
| vasárnap  | Dies Solis         | Nap napja        | feria prima (Dies Dominica) | első nap (Úr napja)   | jóm risón              | első nap                    |
| hétfő     | Dies Lunae         | Hold napja       | feria secunda               | második nap           | jóm séní               | második nap                 |
| kedd      | Dies Martis        | Mars napja       | feria tertia                | harmadik nap          | jóm slísí              | harmadik nap                |
| szerda    | Dies Mercurii      | Merkúr napja     | feria quarta                | negyedik nap          | jóm revíí              | negyedik nap                |
| csütörtök | Dies Iovis         | Jupiter napja    | feria quinta                | ötödik nap            | jóm chamísí            | ötödik nap                  |
| péntek    | Dies Veneris       | Vénusz napja     | feria sexta                 | hatodik nap           | jóm sissí              | hatodik nap                 |
| szombat   | Dies Saturnii      | Szaturnusz napja | feria septima (Sabbatum)    | hetedik nap (szombat) | jóm sevíí j. ha-sabbát | hetedik nap a szombat napja |

A napoknak tehát nem mindig vannak konkrét nevei, sokszor csak sorszámot kapnak a hetes ciklusban. A hét kezdete általában a vasárnap volt. A magyar hétfő elnevezés a hét elejét jelenti, ez a hétkezdet keveréke a zsidó és a középkori keresztény hétnek, mivel a zsidóhoz hasonlóan a munkaszünet utáni nap a kezdet, a munkaszüneti nap viszont nem a szombat, hanem a vasárnap.
- Lásd még: azték napnevek

## A kronológia időskálái

### Abszolút kor
Abszolút kornak, illetve abszolút időnek nevezünk minden olyan dátumot, amely egyértelműen elhelyezhető az időskálán. Abszolút dátum például az 1332. március 1-je, hiszen napra pontosan kiszámolható távolságra van az aktuális mai naptól és minden más abszolút időponttól. A kiszámítás önmagában nem egyszerű, hiszen figyelembe kell venni naptármódosításokat (Gergely-naptár, lásd alább). Abszolút dátum a muszlim időszámítás kezdőpontja, a hidzsra is, ezért minden ilyen naptárban megadott dátum is abszolút módon számítható.
Abszolút kornak nevezhető a radiometrikus eljárásokkal nyert dátum és a dendrokronológia is, annak ellenére, hogy nem év-pontosságú dátumokhoz jutunk, hanem bizonyos hibahatárokkal terhelthez.
Az olyan csillagászati jelenségek leírásából származó adat is abszolút dátum, amelynek idejét kiszámíthatjuk. A világtörténelem első napra pontos abszolút datálása i. e. 585. május 28-a, amikor a méd-lüd háborút egy napfogyatkozás szakította meg. A történelem minden korábbi dátuma a relatív kategóriába tartozik, kivéve azokat az eseményeket, amelyeket valamilyen módon pontosan lehet a napfogyatkozáshoz rögzíteni. Így Egyiptomban i. e. 664-ig, elsősorban a klasszikus források keresztdatálásaival abszolút kronológia szerkeszthető.

### Relatív kor
Relatív, vagyis viszonylagos kormeghatározás két módon keletkezhet:
- Abszolút dátumhoz képest összehasonlító adatokból levezetett, származtatott dátum. Például ismert, hogy Alüattész lüd uralkodó 20. uralkodási évében történt a nevezetes Halüsz-menti csata, ezért jó közelítéssel feltehetjük, hogy i. e. 605-ben lépett trónra. Azért nem abszolút, mert a trónra lépés valójában 605 júniusától 604 májusáig bármikor történhetett. Abszolút lesz viszont abban a pillanatban, amikor valamely egykorú forrás (vagy egykorú forrásra hivatkozó kompiláció) megadja az uralkodás kezdetének hónapját.
- A lebegő kronológiának nevezett időskála is relatív. Akkor áll elő lebegő kronológia, ha egy-egy időszakasz belső időrendi viszonyainak lényeges elemei tisztázottak, egymáshoz képest megállapíthatóak, de az abszolút időskálába nem illeszthetők be a kívánt pontossággal. Ekkor az egész időszakra azonos bizonytalansági tényező vonatkozik.

### A relatív kormeghatározás módszerei
Relatív kormeghatározásra bármilyen dokumentum alkalmas, amely időtartamokra vonatkozó közlést tartalmaz. Relatív kormeghatározást lehet végezni régészeti feltárások alkalmával a sztratigráfia (rétegtan) alkalmazásával, az előforduló leletek művészi stílusának, előállításuk módjának, alapanyaguk vizsgálatával.

### Az abszolút kormeghatározás módszerei
Az abszolút kormeghatározás a rendszeres feljegyzésekkel rendelkező korokban lényegében a datálások rendszerének összehasonlításán és számításán alapul. Ezeket korrelálni lehet csillagászati megfigyelésekből levont következtetésekkel. Ahol írásos anyagból nem lehet korrelálást végezni, ott csak a csillagászati adatok, radiometrikus datálások maradnak elérhetők.

## A kronológiai szemlélet története

### Természeti népek
A természeti népek egy része nem rendelkezik időszámítással, dacára annak, hogy a naptárt ismerik. A naptár kialakulása megelőzi az időszámítást, mivel kézenfekvő dolog számontartani a napokat, évszakokat, esetleg a holdfázisokat, de az éveket valamely viszonyítási ponthoz képest kronologikusan nyilvántartani már nem magától értetődő.
Sőt önmagában az idő fogalma sem teljesen magától értetődő. A hopi indiánok nyelvében például nincs szó semmilyen időfogalom meghatározására, a múlt és jövő eseményeit úgy határozzák meg, mintha távolság volna: aki régen meghalt, az messzire ment stb.

### Történeti népek

#### Egyiptom
Az első kronologikus időszámítások az írásbeliség megjelenésével egyidejűleg, vagy kicsit később alakultak ki több földrajzi helyen egyidőben, valószínűleg egymástól függetlenül. Az egyiptomiak 365 napos szoláris évvel számoltak. Eredetileg a Nílus két áradása között eltelt időt nevezték egy évnek, de ennek pontatlanságát belátva asztronómiai eseményhez kötötték az évkezdetet. Az évet évszakokra, hónapokra és dekádokra tagolták. Különös kettősség jelentkezett a közhasználatú éves naptár és a számításokhoz használatos csillagnaptár között, mivel szökőéveket nem használtak. Az évkezdet napja négyévenként egy nappal eltolódott. Ezért az egyiptomi papok a Szopdet csillag (közismert mai nevén Szíriusz, görög nevén Szóthisz) heliákus felkelésével korrelálták a naptárat. A naptári évkezdet és a Szóthisz nevezetes felkelése 1460 évenként egyszer esett egybe.
Hónapok (ritkán használatos):
- Ahet évszak (áradás): Thoth, Phaophi, Athür, Khoiak (július közepe - november közepe);
- Peret évszak (sarjadás, kiemelkedés): Tübi, Mekhir, Phamenóth, Pharmuthi (november közepe - március közepe);
- Semu évszak (forróság, szárazság): Pakhónsz, Pauni, Epiphi, Meszoré (március közepe - július közepe) (a hónapnevek kopt-görög névalakok a későkorból). A datáláskor az évszakot és a nap évszakban elfoglalt sorszámát adták meg, a hónapneveket nem. Minden hónap háromszor 10 napos egységből, dekádból állt. Megkülönböztettek kis- és nagy éveket attól függően, hogy 12 vagy 13 újhold esett bele.[5] Az éjszakát és a nappalt is 12 - szükségszerűen az év minden napján változó hosszúságú - órára osztották fel.

Éra-rendszer: meghatározott időponttól kezdett, folytatólagos időszámítás. Kezdőpont lehet bármely fontos, önkényesen kijelölt esemény. Ezek az események Egyiptomban csillagászati jellegűek:
- Szóthisz éra - A Szíriusz csillag heliákus felkelésének[6] és a szoláris naptár évkezdő napjának két egymást követő egybeesése. 1460 éves ciklus.
- Benu éra - A Benu szó egyszerre jelenti a görögök által Főnixnek nevezett madarat és a Merkúr bolygót. Az utóbbi égi mozgásából adódóan a benu éra 652 éves ciklus, és a későkori egyiptomiak szerint a Főnix is 652 évenként égeti el magát az újjászületés érdekében.

A Szóthisz éra fontos szerepet játszott az egyiptomiak életében. Mivel i. e. 1309-ben már megünnepelték az új éra kezdetét, a naptár bevezetését egész pontosan (±20 év) i. e. 2769-re lehet tenni. Sajnos nem ismerjük a naptár-reformer nevét, pedig ez nagy segítség lenne az óbirodalom korának helyes datálásában. Néhány éves eltérés már abból a tényből is adódik, hogy nem tudjuk, a Szóthisz felkelésének megfigyelését hol végezték (illetve a megfigyelés helye a politikai centrumok eltolódásával időben is változott). Az eltérés lehetséges mértékére az adhat támpontot, hogy Censorinus római író szerint i. sz. 139-re esett egy Szóthisz-éra zárása, kezdetének tehát i. e. 1322 körül kellett lenni. A fent említett 1309-es dátum ettől 13 évre van. Az eltérés adódhat a megfigyelés helyének változásából, illetve az újbirodalmi kronológia bizonytalansági tényezőiből is.
Az i. e. III. évezredban alakult ki az évmegjelölés módszere, amely konkrétan az évkönyvek vezetését jelenti. Az egyiptomi időszámítás kiindulópontja mindig az aktuális uralkodó trónra lépésének esztendeje. Az évkönyvek a frissen szervezett közigazgatás alapvető dokumentumaivá is váltak. Egyiptomból ismertek a leghosszabb egybefüggő, illetve részben egybefüggő listák királyok nevével, uralkodásuk idejével, évenként számba véve azt. Ezek az évkönyvek, melyek ma is a legfontosabb kronológiai források. Egyiptom kronológiája így a legteljesebb korai kronológiája, az asszír királylistákig más hasonló terjedelmű és pontosságú adat nem létezik. Azonban több olyan egyiptomi királylistát is ismerünk, amelyek a mai szemmel hibásnak tűnnek - egyeseknél nem lehet tudni, hogy szándékosan vagy szándékolatlanul, de a nevek helytelen sorrendben, sőt kihagyásokkal szerepelnek. I. Széthi abüdoszi királylistája egészen biztosan szándékosan csonka. Ezután semmi biztosíték nincsen arra vonatkozóan, hogy a Palermói kő, vagy bármely más királylista objektív lenne.
Manethón a későkori történetíró írásának keletkezése időben nagyon távol esik a korai egyiptomi koroktól, ráadásul műve még az i. sz. I. század előtt teljesen elveszett. Amit ma tőle ismerünk, csak az őt kivonatoló szerzők töredékeiből származik. E kivonatolók pedig leginkább az anekdotikus részletek iránt érdeklődtek, elhagyva szinte minden fontosnak mondható részletet.
Uralkodói érákban számoltak, az egyiptomi datálás az aktuális uralkodó nevét, uralkodási évét, az évszakot és a napot tartalmazza.

#### Egyiptom kronológiája a modern egyiptológiában
Az ókori Egyiptom kronológiája i. e. 3000 és i. e. 664 között az ókori királylisták, datált feliratok és csillagászati feljegyzések alapján áll fel. Az I. dinasztia korában a hibahatár akár másfél évszázad is lehet, az óbirodalmi dátumok ~50 éves, az Újbirodalomtól egy évtizedes hibalehetőséggel meghatározottak. Az i. e. 3000. évet megelőző korok kronológiája rétegtani és radiometriai időmeghatározások alapján keletkezett.
Legfontosabb forrásai:
- Palermói kő, V. dinasztia-korabeli, fekete diorittömb, amelynek több töredéke ismert, ezeknek legnagyobb darabja a Palermói Múzeumban található. Kisebb darabjai a Kairói Múzeumban és a londoni University College Petrie Museumban láthatók. Noferirkaré az utolsó rajta szereplő név, sztéléknél ritka módon mindkét oldala feliratos.
- Karnaki királylista, amelyet a párizsi Louvre-ban őriznek. III. Thotmesz az utolsó név rajta.
- Abüdoszi királylista, amely ma is eredeti helyén, I. Széthi abdui (görög Abüdosz) halotti templomában látható, erősen hiányos, de ezek szándékos kihagyások benne. E lista erősen sérült másolata a Ramesszeumból került elő.
- Torinói királypapirusz vagy torinói királylista. Ma a torinói múzeumban található. Az eredetileg 300 nevet tartalmazó lista már az újkorban rongálódott meg annyira, hogy manapság a töredékek összeillesztése a legnagyobb feladat.
- Szakkarai királylista, amely egy királyi írnok sírjából került elő. Eredetileg 58 kártust tartalmazott Adzsibtól II. Ramszeszig, ebből ma 47 olvasható.
- Abüdoszi agyagtábla, amely Narmertől Denig tartalmazza időrendben a uralkodókat.

#### Mezopotámia
Mezopotámiában holdnaptárt használtak, amely 12 holdhónapból álló holdévekből állt. A holdnaptár és az évszakok váltakozásának eltérő ütemét az első időkben még rendszertelen, ad hoc módon egyeztették össze az időnként, de nem rendszeresen beiktatott szökőhónapokkal.
Metón-ciklus: i. e. 450 és 380 között valamikor bevezettek egy 19 éves ciklust, amely 7 szökőévet, azaz 13 hónapos évet tartalmazott. A névadó az i. e. V. században élt görög csillagász, Metón volt, aki a rendszert összeállította, de Athénban nem sikerült bevezettetnie.
A hónap az újhold első napján kezdődött. Az újhold kezdetének kiszámítására készítették el az első csillagászati évkönyveket, az i. e. V-IV. század környékén. Bő két évszázad alatt a mezopotámiai papok elismert tudósaivá váltak a bolygómozgások kiszámításának. Erre a korra esik az asztrológia megjelenése is, nyilvánvaló módon az égitestek szabályos mozgásaiban a papok misztikus erőket láttak. Az i. sz. 75. évben keletkezett - eddig ismert - utolsó ékírásos feljegyzés is egy csillagászati napló.
A fent leírt módon számított éveket a limmu-listák alapján szerkesztették naptárba. A limmu-listák nagy mennyiségben kerültek elő, hiszen a datáláshoz mindenhol ezeket használták. Minden év egyetlen limmuról kapta a nevét, egyedi jelzésű volt tehát.
A hónapok nevei változatosak a különböző helyeken és időből fennmaradt dokumentumokban:
|             | I márc/ápr      | II ápr/máj                         | III máj/jún           | IV jún/júl                                   | V júl/aug         | VI aug/szept                | VII szept/okt      | VIII okt/nov   | IX nov/dec   | X dec/jan                       | XI jan/febr    | XII febr/márc                |
| ----------- | --------------- | ---------------------------------- | --------------------- | -------------------------------------------- | ----------------- | --------------------------- | ------------------ | -------------- | ------------ | ------------------------------- | -------------- | ---------------------------- |
| Nippur      | Bára-zag-gar    | Ezen-gu4-si-su                     | Sig4giš-u5-šub-ba-gar | Šu-numun                                     | NE-NE-gar         | Kin-DInanna                 | Du6-kù             | Giš-apin-du8-a | Gan-gan-è    | Kù-šim                          | Ziz-a          | Še-gur10-ku5                 |
| Nippur      | Bára-zag-gar-ra | Gu4-si-su                          | Sig4-ga               | Šu-numun                                     | NE-NE-gar-ra      | Kin-dInanna                 | Du6-kù             | Apin-du8-a     | Gan-gan-è    | Ab-è                            | Zíz-a          | Še-gur10-ku5                 |
| Ur-III      | Maš-dù-kú       | Šeš-da-kú                          | U5-bí-kú              | Ki-síg-dNin-a-zu                             | Ezen-dNin-a-zu    | Á-ki-ti                     | Ezen-dŠul-gi       | Šu-eš-ša       | Ezen-maḫ     | Ezen-an-na                      | Ezen-me-ki-gál | Še-gur10-ku5                 |
| Umma        | Še-gur10-ku5    | Šig4-giš-ì-šub-ba-gar              | Še-ksr-ra-gál-la      | MÚRUB(?)                                     | RI                | Šu-numun                    | Min-èš             | é-iti6         | dLi9-si4     | Ezen-dŠul-gi                    | Pap-ú-e        | dDumu-zi                     |
| Lagas       | Gán-maš         | Gu4-du-bí-sar-sar                  | Ezen-dLi9-si4         | Šu-numun                                     | Munux(DIM4)-kú    | Ezen-dDumu-zi               | Ezen-dŠul-gi       | Ezen-dBa-ba6   | Mu-šu-du7    | Amar-a-a-si                     | Še-gur10-ku5   | Še-íl-la                     |
| Babilon     | Nisannu         | Ajaru                              | Simānu                | Duʾūzu                                       | Abu               | Ulūlu                       | Tašrītu            | Araḫsamna      | Kislīmu      | Ṭebēlu                          | Šabāṭu         | Addaru                       |
| Esnunna     | Elūnum          | Magrattum                          | Abum                  | Zibnum                                       | Niqmum            | Kinūnum                     | Tamḫīrum           | Nabrium        | Mamīlum      | Nigallum                        | Kinkum         | Kiskissum                    |
| Nerebtum    | Abum            | Dumuzi                             | Elūnum                | Kinkum                                       | Kinūnum           | Kiskissum                   | Magrānum           | Nabrium        | Nigallum     | Šadūttum                        | Tamḫīrum       |                              |
| Saduppum    | Abum            | Elūnum                             | Girritum              | Kinkum                                       | Kiskissum         | Mamītum                     | Magrānum           | Nabrium        | Saḫḫaratum   | Šadūttum                        | Tamḫīrum       | Ugulla / Zibnum              |
| Mári        | Uraḫum          | Malkānum                           | Laḫḫum                | Abum                                         | tašnīt Ḫibirtim   | dIGI.KUR                    | Kinūnum            | dDagan         | Lilijatum    | dBēlet-bīri                     | Ebūrum         | tašnīt Ebūrim                |
| Çagar Bāzār | Abum            | Addarum                            | Ajarum                | Dumuzi                                       | Kinūnum           | Mamīlum                     | Mana               | Magrānum       | Nabrium      | Niqmum                          | Tamḫīrum       | Tīrum                        |
| Ebla        | Be-li           | dAš-tá-gibil / NIDBAx-dAš-tá-gibil | NI.DU                 | dÉ-da / Nidbax-dÉ-da / A-nun-nun / Í-nun-nun | Er-me / NI-la-mu  | Ḫu-lu-mu / Ḫur-mu / Izi-gar | È                  | Kur6           | dA-dam-ma-um | Še-gur10-ku5 / Še-gur10-ku5-min | dAMA-ra        | dKà-mi-iš / Nidbax-dKà-mi-iš |
| Óasszír     | Bēlat ekallim   | Ša sarrātim                        | Ša kēnātim            | Maḫḫur ilī                                   | Ab šarrāni        | Ḫubur                       | Ṣipʾum             | Qarrātum       | Kanwarta     | Teʾinātum / Suen                | Kuzallu        | Allanātum                    |
| Középasszír | Bēlat ekalli    | Ša sarrāte                         | Ša kēnāte             | Muḫur ilāni                                  | Abu šarrāni       | Ḫibur                       | Ṣippu              | Qarrātu        | TANmarte     | Sín                             | Kuzallu        | Allanātu                     |
| Nuzi        | Impurtanni      | Arkuzzi / Ḫiaru                    | Kurilli / Ḫinzuru     | Šeḫali ša dTešub / Tammūzu                   | Šeḫali ša dNergal | Arkabinni / Ulūlu           | Attanašwe / Sabûtu | Šeḫli          | Kinūnu       | Ḫuri                            | Mitirunni      | Ḫulalši                      |
| Elám        | Addaru          | Šerʾi ša eṣēdi                     | Pīt bābi              | DINGIR.MAḪ                                   | Abu               | Lalubû                      | Sibûtu             | Šerʾi ša erēši | Tamḫīru      | Sililītu                        | Hultuppû       | Šabātu                       |
| Óperzsa     | Zikli           | Zarpakim                           | Hadar                 | Hallime                                      | Zillatam          | Belilit                     | Manšarki           | Lankelli       | Šibari       | Šermi                           | Kutmama        | Aššetupki                    |
| Középperzsa | Adukanaiša      | Thûravâḫara                        | Thâigaciš             | Garmapada                                    | Turnabaziš        | Karbašiyaš                  | Bâgayâdiš          | Markâsanaš     | Âçiyâdiya    | Anâmaka                         | Samiyamaš      | Viyaxana                     |
| Zsidó       | Nisan           | Iyyar                              | Sivan                 | Tammuz                                       | Ab                | Elul                        | Tisri              | Marhesvan      | Kislev       | Tebeth                          | Sebat          | Adar                         |

#### Mezopotámia kronológiájának állapota
Mezopotámia korai (az i. e. 3000. évet megelőző) abszolút dátumait radiometrikus – mindenekelőtt radiokarbon – kormeghatározásokkal állították fel. Az újabb, dendrokronológiával korrelált adatai azt mutatják, hogy a radiokarbon dátumok i. e. 1000-től kezdődően visszafelé egyre nagyobb hibával terheltek, és ez i. e. 4500-ra eléri a 800 évet. Ezért a datálások kalibrálásra szorulnak. A kalibrálás viszont csak körülbelül i. e. 5000-ig lehetséges.
I. e. 3000. év körül megjelennek a királylisták, az évnevek jegyzékei, az akkád-kortól a limmu-listák. Ezek a források azonban töredékesek, sokszor ellentmondóak. Van ezenkívül két teljesen ismeretlen és datálhatatlan időszak, amelyek teljesen lehetetlenné teszik Mezopotámia korai korszakainak pontos időrendiségének felállítását. Rendkívül fontos lehet, hogy I. Samsi-Adad asszír király egyik limmujának, Puzur-Istárnak nevével kelteztek egy dokumentumot, amely napfogyatkozást ír le. A rövid- és középső kronológiákban szóba jöhető napfogyatkozás kizárólag az i. e. 1833. június 24-i lehet. (Lásd még: Napfogyatkozások az ókori Keleten és Európában.)
Az abszolút kronológia kezdőpontja az i. e. 763-as napfogyatkozás, amelyet Guzána kormányzójának limmuja alatt jegyeztek fel. A töredékes Vénusz-táblák alapján - amelyek a Vénusz bolygó mozgását jegyezték fel -, több csillagászati periódusban is elhelyezhetők az események, így az Óbabiloni Birodalom legfontosabb uralkodóját, Hammurapit csak két évszázados bizonytalansággal, i. e. 1900 és 1700 közé lehet datálni.
Ennek alapján három kronológia (és azok keverékei) álltak fel, ezeknek neve: hosszú-, rövid- és középső kronológia. A hosszú kronológia i. e. 1900 körülre teszi Hammurapi uralkodásának kezdetét, a rövid i. e. 1704-re, a középső pedig i. e. 1792-re.

#### Görögök
A görög városállamok és körzeteik sajátos, helyi jellegű és egymástól független eponim-rendszereket alkalmaztak. Közös bennük, hogy fontos tisztség betöltőinek hivatali idejével, vagy évenkénti váltás esetén egyszerűen neveikkel jelölték az éveket. Így például Athénban az arkhónok, Spártában a királyok uralkodási évei, Epheszoszban Artemisz főpapja, Argoszban a Héra-szentély főpapnője nevével és hivatali idejével számították az éveket.
Emellett már igen korán igény alakult ki abszolút, a görög városok mindegyikében érvényes és nagy időtávokra alkalmas időszámítás bevezetésére. Ezt először a trójai háború, később az első olümpiai játékok időpontja alapján tették.
Kettős dátumozás alakult ki, ami ilyen lehetett: Szolón arkhón évében, x évvel az első olümpiai játékok után. Vagy Héraklész két nemzedékkel később élt, mint az utolsó athéni király... Thuküdidész egyiket sem alkalmazta, minden egyes adata a peloponnészoszi háború kitörésének évéhez viszonyítva értendő.

#### Rómaiak
A rómaiak legkorábbi, királykori naptárrendszerét nem ismerjük. Sőt szigorúan véve a korai köztársaság-korét sem. A köztársaság korában ugyanis a consulok szerint vezették az évnyilvántartást, de hiába áll rendelkezésünkre teljes lista az i. e. 6. század végétől (Marcus Iunius Brutustól kezdve), nem tekinthetők teljesen hitelesnek. Az első listákat i. e. 300 körül adták ki, és a két évszázadnyi visszamenőleges listázás nem nyugszik szilárd alapokon. Nem véletlen, hogy a Varro és Livius közlései alapján számított dátum eltérő. Varro alapján az első consul, Brutus 510/509-ben viselte a hivatalt, Livius alapján 506/505-ben. A consuli listák évszámítási rendszerét csak Iustinianus szüntette be 537-ben.
A középkor végén, a reneszánsz, a humanizmus és a felvilágosodás idejében kialakuló történészi szemlélet jegyében fedezték fel, hogy a rómaiak a Város alapításától is számították az időt. Volt egy hosszabb időszak, amikor ezek a tudósok visszatértek az AUC időszámításra (teljesen csak a 19. században tűnt el). Azt azonban nem tudták, hogy a rómaiak az AUC időszámítást csak egészen ritkán használták, a nagyon fontos történeti események datálása céljából.

#### Világérák
A hellenisztikus világban merült fel először a „globális” naptárak készítésének igénye, ezt a későbbi keresztények olyan naptárak megalkotásával hozták létre, amelyek a világ teremtésétől számítják az időt, így elvben alkalmasak bármilyen dátum jelölésére. A gyakorlatban a teremtés dátumának meghatározása nagy problémákat okozott, ezért több különböző világéra alakult ki.

#### Azték naptár
A közép-amerikai civilizációk jellegzetessége és praktikuma, hogy különböző célokra különböző naptárakat dolgoztak ki. Ezekből az aztékonál a három legfontosabb a rituális naptár, az éves naptár és az 52 éves körnaptár. Lásd még: azték civilizáció és Azték napkő
- Azték rituális naptár (tonalpovajli)

Tonalpovajli (a napok számlálása): 13 és 20 napos periódusok kombinálása. Ilyen módon 260 napos éves naptár jött létre.
- Azték napéves naptár (siupovajli)

Siupovajli (az évek számlálása): szoláris, 365 napos évből állt. 18 darab, a húsznapos hónapok és öt szerencsétlen nap alkotja.
- Azték körnaptár (Nagyciklus, siumolpilji)

Siumolpilji (évköteg): A harmadik azték naptár az első kettő kombinációja, a 18980 napból, azaz ~52 évből álló periódus a nagy körnaptár. Ebben minden nap egyedi jelzést kapott, és a kettős rendszerű napmegnevezések 52 évenként ismétlődtek. Ebből ered az azték kormeghatározás egyik nagy problémája: mivel az aztékok az 52 éves ciklusokat nem számozták, a datálásként alkalmazott napmegjelölések nem helyezhetők el pontosan a kronológiában.

#### Maja naptár
A maják naptára hasonlít az aztékoknál is részletezett naptárra.
- A haab

Haab: 18 darab 20 napos hónapból állt, kiegészítve 5 nappal.
- A tzolkin

Tzolkin: 260 napos, 13-szor 20 napos hónap, amelyet szent kör néven említettek.
- Nagy Kör

Hosszú számítás: a Nagy kör.
52 év = 73 tzolkin = 18 980 nap, amelyben 13 szökőnap van. Az időszámlálást a Nagy kör szerint kb. 5125 évente újból kezdik és korszakokként számolják. Az jelenlegi ciklus 2012. december 22-én kezdődött.

### Tudományos megközelítés
A napra, percre pontos események és időtartamok meghatározása a hagyományos időszámításban a korrigációk és váltások miatt körülményes. Emiatt elsősorban csillagászati számításoknál Joseph Scaliger francia történész 1582-ben javasolta a tényleges napok számlálását, a  julián dátum - vagyis a Kr. e. 4713. év első napjától. Ezáltal a világtörténelem (akkor) ismert eseményei mind pontosan, egész számokkal kifejezhetőek.
A holocén naptárt, vagyis az "Emberi Kort" először Cesare Emiliani javasolta 1993-ban, mellyel megpróbálta megoldani az Anno Domini korszak problémáját, amelyen a jelenlegi Gergely-naptár alapszik. A Gergely-naptár szerinti négyjegyű éveket a legkönnyebben úgy lehet átalakítani holocén naptár szerinti évekké, ha egyszerűen egy 1-est írunk az év elé (így pl. 2010-ből 12010 EK lesz, 10 000-et ad az évek számához.). Ezzel a holocén földtörténeti kor teljességében válna áttekinthetővé.

### Egyes időszámítások kezdetei
A kronológia kezdőpontjának meghatározása nem egységes módon történt, meghatározhatja vallási világnézet, egy-egy kiemelkedő fontosságú történelmi esemény, vagy más szempontok is.
Általános az eponüm időszámítás, egyes uralkodók trónra lépésétől számított idő. Ebből több olyan időszámítási rendszer is kialakult, amelyekben egy-egy nagyobb jelentőségű uralkodó halála után nem kezdtek új érát, hanem folytatták az évszámítást (lásd lább).
- Nabú-nászir-éra, a nevezett uralkodó trónra léptétől (i. e. 747) Diocletianusig használták.
- Az ókori görögök az első olimpiai játékoktól számították az időt: i. e. 776.
- Ugyanakkor az egyes városok helyi időszámítása eponüm-jellegű volt.
- Az ókori rómaiak Róma városának legendás alapításától: i. e. 753. április 21. Neve: Ab Urbe condita aera, rövidítve AUC.
- A rómaiak emellett eponüm-időszámításként a consulok nevével jelölték az éveket.
- A zsidók az i. sz. III-IV. századtól kezdve világ teremtésétől: i. e. 3761. október 6.
- A zsidók a hellenisztikus kortól a VIII. századig: Szeleukida éra
- Szeleukida éra: Szeleukosz Nikatór trónra lépésétől, i. e. 312-311
- Keresztény világ a VI. században: aera martyrum, Diocletianus trónra lépésétől, i. sz. 284. augusztus 29.
- Kopt keresztények, monofiziták a mai napig: aera martyrum
- A keleti kereszténység egy része a világ teremtésétől: alexandriai éra i. e. 5493. augusztus 29.
- A bizánciak szintén a világ teremtésétől: bizánci éra i. e. 5509. szeptember 1.
- Portugália, Kasztília, Aragónia a XV. századig: pireneusi éra, i. e. 38. január 1.
- A muszlimok prófétájuk, Mohamed hidzsrájától: i. sz. 622. július 16.
- Az európai kultúrkörhöz tartozók névleg Jézus születésétől (i. sz. 1), neve aera vulgaris.

#### Az európai időszámítás (aera vulgaris) kezdőpontja
A keresztény Európa kronológiai kezdőpontját Dionysius Exiguus római apát 525-ben elvégzett számításai alapján állapították meg, aki Jézus születésének dátumát kereste, és ezt tette meg a naptár kezdőpontjának.
Jézus azonban még Nagy Heródes király idejében született (Mt. 2, 1.), aki meghalt i. e. 4-ben. I. e. 8-ban volt a Publius Sulpicius Quirinus-féle népszámlálás (illetve adóösszeírás), ami ennek alapján a legvalószínűbb születési dátum. Ennek némileg ellentmond Lukács, aki Tiberius 15. évére (i. sz. 28-29) teszi Jézus megkeresztelkedését, vagyis ennek alapján i. e. 2-ben született volna, ám akkor nem volt népszámlálás, legközelebb csak 14-ben tartottak ilyet. Ez azonban még így sem egyeztethető össze Dionysius Exiguus számításaival, még Lukács alapján is legalább egy évet tévedett, de a Heródes halálát is megemlítő szinoptikusok alapján minimum négyet, hiszen Jézus vagy Júdeában, vagy Galileában született, ahol i. e. 4 után Arkhelaosz uralkodott.
A kérdésben az okozta a zavart, hogy Lukács alapján 30 évesnek gondolták Jézust a keresztelkedése idején, valójában Lukács inkább csak annyit közölt, hogy elmúlt már harmincéves, a többi adat alapján 35-36 körül lehetett.
Az európai kronológia ilyenformán nemcsak önkényesen megállapított, de tévesen meghatározott dátumot tett meg kezdőpontnak. A kezdőpont az első év első napja, következésképp 0. év nincs. Az időszámításunk előtti dátum kiszámításának képlete: i. e. dátum + aktuális dátum – 1. Például i. e. 1753 nem 3778, hanem 3777 évvel ezelőtt volt. Az években mért távolság számításánál figyelembe kell venni a fentebb már felsorolt rengetegféle különböző évkezdetet.
Ugyanezen okból az századok és évezredek kezdetei az 1-gyel kezdődő évben vannak. A második ezredforduló például nem 2000. január elsején volt, ahogyan azt a világ nagy része ünnepelte, hanem 2000. december 31-ről 2001. január 1-jére virradóan.
Az aera vulgarist a keresztény oklevelek Anno Domini vagy ab incarnatione Domini meghatározással tartalmazzák, mindkettő rövidítése: AD.
| magyar/1 | Kr. e. = Krisztus előtt                                                  | Kr. u. = Krisztus után                                                     |
| magyar/2 | i. e. = időszámításunk (kezdete) előtt                                   | i. sz. = időszámításunk szerint                                            |
| angol/1  | B. C. vagy BC = Before Christ                                            | A. D. vagy AD = Anno Domini                                                |
| angol/2  | B. C. E. vagy BCE = Before the Common Era, Before the Christian Era      | C. E. vagy CE = Common Era, Christian Era                                  |
| német/1  | v. Chr. = vor Christus                                                   | n. Chr. = nach Christus                                                    |
| német/2  | v. d. Z. = vor der Zeitrechnung vagy v. u. Z. = vor unserer Zeitrechnung | n. d. Z. = nach der Zeitrechnung vagy n. u. Z. = nach unserer Zeitrechnung |
| orosz/1  | До Р. Х. = до Рождества Христова                                         | Р. Х. = Рождества Христова                                                 |
| orosz/2  | До Н.э. = до нашей эры                                                   | Н.э. = нашей эры                                                           |
| francia  | av. J.-C. = avant Jésus-Christ                                           | ap. J.-C. = après Jésus-Christ                                             |
| spanyol  | a.C. vagy a. de C. = antes de Cristo                                     | d.C. vagy d. de C. = después de Cristo                                     |

## Időszámítás Európában

### Korai időszámítások és továbbélésük
Az uralkodói érák használata az egész ó- és középkor folyamán elterjedt rendszer volt. Athénben az arkhónok, Rómában a consuli évek, ez utóbbi egészen i. sz. 537-ig párhuzamosan létezett a Róma alapításával összekapcsolt naptárral és a Julián naptárral is. A középkori Európában az annus regni és annus pontificatus (uralkodói évek és pápák évei) párhuzamosan léteztek a Julián- és Gergely-féle naptárral. Az uralkodási idő kezdeteként használt évek sokszor nem egyeznek meg a tényleges uralkodási idővel vagy a koronázás dátumával.
Valószínűleg Egyiptomi eredetű az indictio, amely az i. e. 3. évvel kezdődő 15 éves periódusokban elfoglalt helyet jelzi. Tehát az i. sz. 1. év az első indictio negyedik éve volt. Kiszámítása: (x+3)/15, és a maradék az indictio (ha nincs maradék, az indictio 15). Az indictiós szám az uralkodói évszámításban használatos. Egy uralkodónak - amennyiben uralkodási évei meghaladták a 15 évet - akár több egyforma indikciós száma lehet (a ciklusokat nem számolták). Például 1460, Mátyás 3. uralkodási évének indikciós száma 6, és ugyanez az értéke a 18. évnek (1475), valamint a 33. évnek (1490) is. A görög indictio szeptember 1-jén kezdődött, a Beda-féle szeptember 24-én, a pápai kancellária eredetileg december 24-én, később január elsején kezdte az indikciós éveket.
Mátyás uralkodási évei indictioban
| Mátyás uralkodási évei | Először | Másodszor | Harmadszor |
| ---------------------- | ------- | --------- | ---------- |
| Indictio 1             | 1470    | 1485      | -          |
| Indictio 2             | 1471    | 1486      | -          |
| Indictio 3             | 1472    | 1487      | -          |
| Indictio 4             | 1458    | 1473      | 1488       |
| Indictio 5             | 1459    | 1474      | 1489       |
| Indictio 6             | 1460    | 1475      | 1490       |
| Indictio 7             | 1461    | 1476      | -          |
| Indictio 8             | 1462    | 1477      | -          |
| Indictio 9             | 1463    | 1478      | -          |
| Indictio 10            | 1464    | 1479      | -          |
| Indictio 11            | 1465    | 1480      | -          |
| Indictio 12            | 1466    | 1481      | -          |
| Indictio 13            | 1467    | 1482      | -          |
| Indictio 14            | 1468    | 1483      | -          |
| Indictio 15            | 1469    | 1484      | -          |

- Epacta: 28 éves, alexandriai eredetű ciklus, amely aszerint számozza az éveket, hogy a húsvét lehetséges legkorábbi időpontjában, egyben a tavaszi napéjegyenlőség napján, vagyis március 22-én az újhold-ciklus hányadik napjában jár. Az epacta kezdőnapja szeptember 1.
- Concurrens: 7 éves ciklus, amelyben március 24. napjának a hét napjai között elfoglalt helye mutatja az évszámot. A ciklus a vasárnappal kezdődik (1. év).
- Littera Dominicalis (vasárnapi betű): 7 éves ciklus, a január 1. kezdetű év első vasárnapjának betűjele szerinti, amely a szokásban lévő, az év napjait az ABC első hét betűjével megjelölő naptár szerinti. Mindig január 1-gyel kezdődik.
- Numerus aureus (aranyszám): 19 éves ciklus. Kiszámítása: (évszám+1)/19.

### Julián-naptár
A julián naptár alapjául szolgáló szoláris rendszer az ókori Egyiptomból származik. Rómában holdnaptárt használtak, amely i. e. 46-ban már 80 nappal késett a szoláris évhez képest. Caius Iulius Caesar ebben az évben rendeletileg vezette be az azóta róla elnevezett időszámítást. A naptár alapját Szószigenész alexandriai csillagász hozta létre. A naptárreform lényege, hogy az i. e. 46-os év 445 napból állt, amellyel egy lépésben korrigálták a hold- és nap-naptár eltérését. I. e. 45. január 1-jétől a négyévenkénti szökőnapot tartalmazó naptárt használták, ezt nevezzük intercalationak, szökőnap beiktatásának. A julián-naptár évente 11 perc 12 másodpercet késett, amely eltérés az niceai zsinat idejére már éreztette a hatását.
A Julián-naptár egyik rejtélye, hogy a 128 évenként felgyülemlő 1 napnyi eltérést 1582-ben 10 nappal kellett megjavítani. A caesari naptár bevezetése és a gergelyi reformok között 1627 év telt el. 1627/128 ~ 12,7. Kerekítve 13 nap javítást kellett volna eszközölni. Az elterjedt nézet szerint valamikor a III-IV. század folyamán javításra került sor (2 nap), amelyről azonban nincsenek adatok. Ennek kézenfekvő lehetősége az első nikaiai zsinat, amely foglalkozott naptári kérdésekkel, például a tavaszpont meghatározásával, ami a húsvét mozgóünnepének kiszámításához volt szükséges. Az eltérés kiigazítása is megtörténhetett, amiről nincs adat, de nem hozott naptárreformot, vagyis a naptár alapjainak megváltoztatását. Ez a körülmény az egyik kiindulópontja Heribert Illig nagy port kavaró kitalált középkor elméletének, és amely szerint a 3 napnyi javításra azért nem volt szükség, mert a közel három évszázadnyi idő nem is létezett.
A nikaiai zsinat határozatai ugyanis jegyzőkönyv vagy más dokumentum formájában nem maradtak fenn. Tény, hogy a húsvét kezdetének meghatározásával foglalkoztak, ugyanakkor tény, hogy továbbra is a március 21-ét követő újhold maradt a húsvétszámítás alapja. Ezt azonban két különböző módon érhették el:
- a naptárhoz nem nyúltak hozzá egyáltalán, ez esetben csak rendeletileg rögzítették, hogy essék bárhová a csillagászati időponthoz képest a naptári március 21-e, ettől kell számítani a húsvétot;
- azért nem helyezték át március 18-ra a húsvétszámítás kezdetét, mert a naptárt hozzáigazították a csillagászati dátumhoz.

Az első lehetőség viszonylag egyszerűbb, de ugyanakkor kevésbé lenne érthető eljárás. Ugyanakkor mivel maga a döntés nem ismert, ez a lehetőség képezi a kitalált középkor elméletének alapját.

### Gergely-naptár
A XIII. századtól kezdve több javaslat született a naptár kiigazítására. Roger Bacon már naptárreformot javasolt, később a baseli zsinaton Nicolaus Cusanus püspök. A naptárreform ügyét egyes pápák vitték előrébb: IV. Szixtusz pápa Regiomontanust bízta volna meg, X. Leó pápa pedig Kopernikuszt az új rendszer kidolgozásával.
Végül a Julián-naptár reformját XIII. Gergely pápa vitte végbe, aki 1582. október 4-én léptette életbe az új rendszert. A pápa felkérésére két csillagász, a perugiai Aloysius Lilius és az angol Christophonus Clavius dolgozta ki a javítás módját és a bevezetendő reformot. A hibakiigazítás módja Caesarhoz hasonló módon egyszerű volt, október 4-ét 15-e követte, amivel a naptár összhangba került a csillagászati (szoláris) évvel.
A Julián naptár kijavításának módja: a naptári és tropikus év közti eltérés 128 év alatt okozott egy nap különbséget, vagyis körülbelül 400 évenként hármat. Ezért 400 évenként egy elhagyott szökőnap már erősen közelíti a helyes eredményt. A konkrét rendelet szerint az évszázadok záróéve nem szökőév, kivéve a 400-zal maradék nélkül oszthatóakat. Ez a naptár már olyan pontos, hogy az eltérés 3300 évenként tesz ki egy napot.
A Gergely-naptárat Európa országai különböző időpontokban fogadták el, ennek elsődleges oka a reformáció idejében az volt, hogy a római pápa rendeleteit protestánsok, evangélikusok és kálvinisták általában nem fogadták el magukra nézve kötelezőnek:
- Itália, Spanyolország, Portugália, Lengyelország: XVI. század folyamán;
- Németország: 1584;
- Magyarország: 1588, az országgyűlés 28. törvénycikke;
- német evangélikusok: 1699 (csak a 11 nap módosítás, a szökőnapok módosítását, húsvétszámítást, stb. csak 1775-ben);
- Anglia: 1753;
- Dánia: 1775;
- Svédország: 1844;
- Oroszország: 1918 (1699. december 15-től a bizánci éra helyett a reformálatlan aera vulgaris);
- görögkeleti egyház: máig sem.

### Egyéb európai naptárreformok
A francia forradalom idején a Konvent 1792. szeptember 22-ét, a köztársaság kikiáltásának napját tette meg kezdőpontnak, amely egyben az őszi napéjegyenlőség időpontja is. Tizenkét egyenlő hosszúságú hónapot vezettek be (360 napra), a hét időegységét megszüntetve három tíznapos dekádra osztották azokat. Az év végéhez öt kiegészítő napot csatoltak, a négyévenkénti szökőnapot a köztársaság ünnepének nevezték.
Ezt a naptárrendszert 1806-ban Napóleon hatálytalanította, majd a Párizsi kommün idején rövid időre visszatért. A naptár reformjának gondolata tovább él, aminek oka az, hogy a 365 napos év nem osztható 7 napos ciklusokkal (52 hét + 1 nap), ezért a hónapok számozott napjai minden évben a hét más és más napjára esnek.

### Az újév napjának változásai
- stilus communis vagy circumcisionis: január 1. Rómában a téli napfordulót követő első újhold ünnepe, a Julián naptárban már rögzített évkezdő nap. Nyugat- és Közép-Európában csak a XIII-XIV. századtól használatos.
- Március 1. A Frank Birodalom Meroving- és Karoling-kori, a Velencei Köztársaságban a XVIII. századig használatos évkezdet.
- Március 15. (március idusa) A római consulok hivatali idejének kezdete.
- stilus annuntiationis: március 25. Késő középkori Nyugat-Európa.
  - calculus florentius - firenzei változat, amelyben a március 25-e és december 31-e közötti napok azonosak a stilus communis évszámával;
  - calculus pisanus - pisai változat, amelyben a január 1-je és március 24-e közti napok azonosak a stilus communis évszámával.
- stilus paschalis: Húsvéti évkezdet, március 25. és április 25. között.
- Szeptember 1. Bizánc és az ortodox egyházak évkezdete.
- Zsidó évkezdet: szeptember 6. és október 5. között, az őszi napéjegyenlőséghez legközelebb eső újhold napja.
- stilus nativitatis: december 25. Nyugat- és Közép-Európában. Magyarországon a XVI. századig általános.
- Török időszámítás: Magyarországon a török hódoltság korában általános, a törökök holdnaptára miatt a szoláris naptárban állandóan körbejár az évkezdet.

## Magyar nyelvű kronológiai kézikönyvek
Az egyes művek a megjelenésük sorrendjében szerepelnek.

### Általános elméleti bevezetések
- Bertényi, Iván (szerk.). A történelem segédtudományai. Osiris Kiadó (2003). ISBN 963-389-505-7
- Szentpétery, Imre. A kronológia kézikönyve (1985)
- Hahn, István. Naptári rendszerek és időszámítás. Gondolat Kiadó (1983)
- Filep László, Bereznai Gyula. A számírás története. Gondolat Kiadó (1982). ISBN 9632810708
- Kisbán Gyula – Schalk Gyulaː Naptártörténeti kislexikon – Naptártörténet és kronológia, Fiesta Kft.-Saxum Kft., Budapest, 1999, ISBN 963-8133-83-X
- Knauz, Nándor. Kortan (1876)
- Kristó, Gyula. Kronológia (1986)

### Egyetemes történeti kronológiák
- Schultz Istvánː Történeti zsebkönyv. Vagy a világ és műveltség történetének időszaki átnézete, Schmid, Rottek és Nösselt után, Pesten, 1845
- Vámossy Mihályː Időszaki vezérfonal, Pest, 1862
- Bozóky Alajosː A világtörténet átnézete synchronistikai táblákkal tekintettel Magyarország története. Winderlich nyomán, Buda, 1863
- Kerényi Edeː A világtörténelem időrendi átnézete. A legrégibb időktől a jelenkorig. Különös tekintettel Magyarországra. Magán tanulmányozásra és főgymnasiumi, reál- és kereskedelmi akadémiai használatra. A legujabb kútforrások nyomán, Budapest, 1876
- Bélay Jenőː Kortáblák a történet tanulásához, nemzetiségi táblákkal. Tanodai és magánhasználatra, Budapest, 1880
- Helmár Ágostː Világtörténelmi tabellák származási táblákkal, különös tekintettel a magyar történelemre, Pozsony, 1881
- Marczell Ágostː Egyetemes történelem évszámokban, Kókai Lajos Kiadása, Budapest, 1935
- (szerk.) Dávid Gyula – Bodor András – Csetri Elekː Történeti kronológia I–II., Kriterion Könyvkiadó, Bukarest, 1976
- (szerk.) Katona Sándornéː A kezdetektől napjainkig  –  Képes történelmi kronológia – Az emberiség családfája a világ nagy birodalmainak térképeivel, Novotrade Kiadó, Budapest, 1991, ISBN 963-585-142-1, 30 p
- Márkus László – Gunst Péter – Jemnitz János – Csató Tamásː Egyetemes történelmi kronológia I–II. Az őstörténettől 1977-ig – Segédkönyv az egyetemes történelem tanításához, Tankönyvkiadó Vállalat, Budapest, 1987, ISBN 963-17-9866-6

### Magyar történelmi kronológiák
- [szerző nélkül] Időszaki tábla Magyarország történetéhez, Pest, Hornyánszky és Hummel, 1866
- Kerényi Edeː Magyarország történetének időrendi átnézete a legrégibb időktől a jelenkorig. Középtanodák és magántanulók számára, Budapest, 1876
- Szombathy Ignáczː Magyar történelmi időrend vezérfonala. A tanulás könnyitésére, Győr, 1877
- Sennovitz Gyulaː A magyar történelem időrendi átnézete, Győr, 1897
- (szerk.) Péter Katalin – Solymosi Lászlóː Magyarország történeti kronológiája I–IV., Akadémiai Kiadó, Budapest, 1983, ISBN 963-05-3183-6
- (szerk.) Szvák Gyulaː A magyar történelem kronológiája 830–2000, Pannonica Kiadó, Budapest, 2001, ISBN 963-9252-39-5
- (szerk.) Rostás Sándor – Bárány Lászlóné – Szlávik Tamásː Magyar Nagylexikon – Kronológia I–II., Magyar Nagylexikon Kiadó , Budapest, 2006, ISBN 963-05-6611-7

### Újabb iskolai kronológiák
- Vida P. István: Egyetemes és magyar történelmi kronológia. Budapest: Nemzeti Tankönyvkiadó. 1996.  ISBN 963-18-7017-0
- Gerencsér Ferenc: Magyar történelmi kronológia: Ötezer év: A kezdetektől napjainkig. Budapest: Tárogató. 1998.  ISBN 963-9063-45-2
- Gerencsér Ferenc: Világtörténelmi kronológia: 200 ország történelme a kezdetektől napjainkig. Budapest: Tárogató. 2004.  ISBN 963-9063-44-4
- Urr Géza: Világ- és magyar történelmi kronológia. Nyíregyháza: Black & White Könyvkereskedés. 2005.  ISBN 963-9125-56-3
- Történelmi kronológia: Általános és középiskolások számára. Debrecen: Tóth Könyvkereskedés és Kiadó. ISBN 963-5961-13-8

## További, egyes népek kronológiáját is bemutató művek
- Kákosy, László. Ré fiai. Százszorszép K. (1993). ISBN 963-7673-11-3
- Shaw, Ian (szerk.). Az ókori Egyiptom története. Gold Book. ISBN 963-425-022-x
- Shaw, Ian. Kronológiák és kulturális változások Egyiptomban, Liverpooli Egyetem, 2000
- Smith, Michael E.. Aztékok. Szukits K. (2004). ISBN 963-9344-90-7
- Aguilar-Moreno, Manuel. Élet az aztékok földjén. Gold Book (2006). ISBN 978-963-426-080-6
- Clayton, Peter A.. Fáraók krónikája. Móra K. (2007). ISBN 978-9-631183-16-0